# 밴드 (음악)

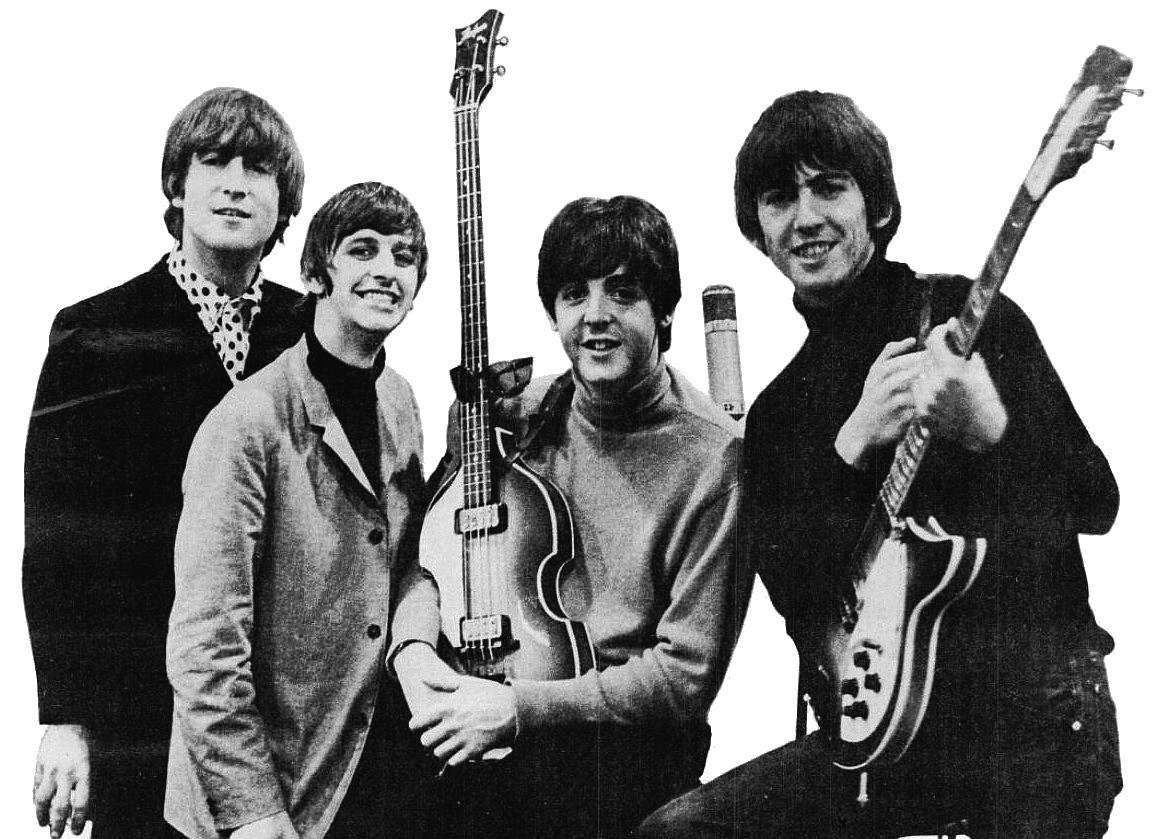
4인조 록 밴드 비틀즈.

밴드(영어: band)는 록 음악, 팝 음악, 재즈 등 대중음악을 하는 악단을 의미한다. 한국어식 영어로는 그룹(영어: group), 일본어식 영어로는 유닛(영어: unit)이라고 부른다.

## 명칭
단순히 ‘악단’이라고 하면 흔히 쓰이는 넓은 의미로는 관현악단 (오케스트라)이나 취주악단을 포함하는 경우가 많으며, 좁은 의미로는 그것들만 지칭하기도 한다. 역시 단순히 ‘밴드’라고 하면 재즈와 록 등 대중음악 장르를 의미하는 경우가 많지만, 광의로는 장르를 불문한다. 이 경우에는 관현악단과는 구별되는 경우가 많다.
녹음할 때나 공연할 때 스스로 악기를 연주하지 않고, 별도의 밴드(backup band)가 연주를 맡으며 보컬들은 노래만 하는 형태의 밴드를 보컬 그룹(vocal group)이라고 분리하여 부르기도 한다. 보컬이 있고 연주는 하지 않는 대부분의 동아시아의 아이돌 그룹은 여기에 속한다.

## 종류

### 팝 밴드
팝 밴드는 팝 음악을 하는 밴드이다.

## 같이 보기
- 걸 밴드: 모든 구성원이 여성으로 이루어진 밴드. 걸 그룹과는 구분되는 개념이다.